# Sundhoffen

Sundhoffen este o comună în departamentul Haut-Rhin din estul Franței. În 2009 avea o populație de 1.925 de locuitori.

## Evoluția populației
| An        | 1975  | 1982  | 1990  | 1999  | 2006  | 2009  |
| --------- | ----- | ----- | ----- | ----- | ----- | ----- |
| Populație | 1.299 | 1.670 | 1.756 | 1.911 | 1.935 | 1.925 |